# Haruko Arimura
Pour les articles homonymes, voir Arimura.
Haruko Arimura (有村 治子, Arimura Haruko), née le 21 septembre 1970, est une femme politique japonaise, représentant le Parti libéral-démocrate à la Chambre des conseillers du Japon. Elle est nommée au sein de plusieurs gouvernements depuis 2014, notamment au poste de ministre d'État chargée de la Réforme administrative et réglementaire dans le gouvernement Abe II. 
Considérée comme conservatrice et affiliée au lobby révisionniste Nippon Kaigi, Arimura nie l’implication de l’armée japonaise dans l'exploitation des femmes de réconfort, remet en question le consensus international autour du nombre de victimes du massacre de Nankin et est favorable à la visite par les membres du gouvernement du sanctuaire Yasukuni, sanctuaire shinto, considéré par certains comme l'un des symboles nationalistes du Japon, qu'elle visite régulièrement.

## Jeunesse et éducation
Arimura naît le 21 septembre 1970 dans la préfecture d'Ishikawa, et est élevée dans préfecture de Shiga,. Elle effectue ses études supérieures à l'International Christian University, où elle se spécialise dans les sciences sociales. Après l'obtention de son diplôme en 1994, elle part compléter son cursus aux États-Unis, où elle obtient un autre master de la School for International Training (en) en 1997. La même année, elle intègre le département ressources humaines de la succursale nipponne du groupe McDonald's,. En 1999, elle commence une formation doctorale à l'université d'Aoyama.
En parallèle, elle occupe le poste de maître de conférence à l'université Oberlin, à Tokyo.

## Carrière électorale

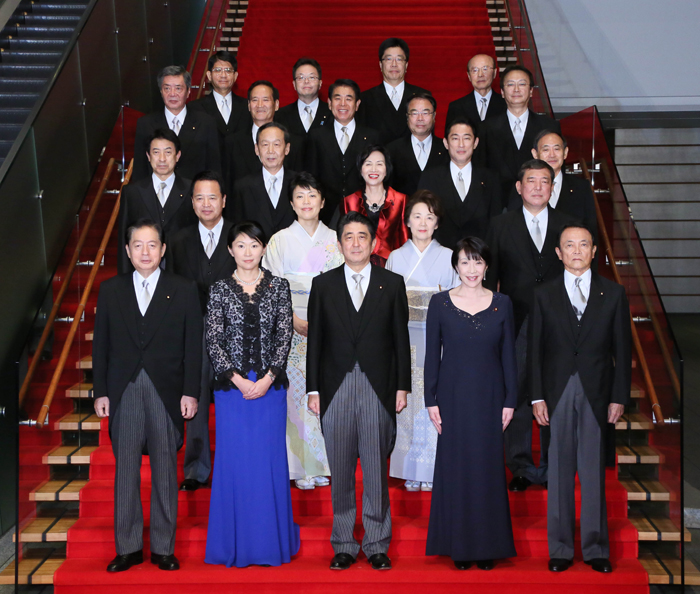
Gouvernement Abe II, où siège Haruko Arimura (au deuxième rang, à gauche).

Arimura fait son entrée en politique en 2001, lors de l'élections de la Chambre des conseillers du Japon de la même année. Investie par le Parti libéral-démocrate dans la circonscription proportionnelle, elle est élue à l'issue du scrutin, et fait son entrée à la Diète du Japon.
En 2005, elle fait son entrée au gouvernement Koizumi III, au poste de secrétaire parlementaire chargée de l'Éducation, de la Culture, des Sports, des Sciences et de la Technologie.
Arimura est candidate à sa réélection en 2007, lors des élections à la Chambre des conseillers du Japon de la même année. Réélue, elle est nommée à la tête du bureau des femmes du PLD la même année. De nouveau réélue en 2013, elle fait son entrée en 2014 dans le gouvernement Abe II après un remaniement de ce dernier, aux postes de ministre d'État chargée de la Réforme administrative et réglementaire, ministre d'État pour les Affaires sociales, l'Égalité des sexes et le déclin de natalité et ministre d'État chargée de la Sécurité alimentaire,. Elle conserve les deux premiers postes dans le gouvernement Abe III.
Après son passage au gouvernement, Arimura conserve son siège à l'issue des élections à la Chambre des conseillers du Japon de 2019, et garde plusieurs postes importants dans l'organigramme interne du PLD, comme celui de directrice des relations publiques du PLD en 2021, ou la présidence de plusieurs commissions à la chambre des conseillers,,. Proche de Sanae Takaichi, elle la soutient lors de l'élection à la présidence du PLD en 2024.
En 2025, elle est de nouveau candidate à sa succession, et conserve son siège à l'issue de ce scrutin.

## Prises de position
Considérée par Jiji Press comme faisant partie de l'aile conservatrice du PLD, Arimura est notamment favorable à la visite par les membres du gouvernement du sanctuaire Yasukuni, sanctuaire shinto, considéré par certains comme l'un des symboles nationalistes du Japon, mais également de son passé colonialiste. Elle-même s'y rendit publiquement alors qu'elle était ministre en octobre 2014,, ainsi qu'en avril 2015 et en août 2015,,. De plus , Arimura est affiliée au lobby révisionniste Nippon Kaigi. Similairement, Arimura nie l’implication de l’armée japonaise dans l'exploitation des femmes de réconfort. Plusieurs de ses déclarations dans ce sens créent des tensions diplomatiques avec la Corée du Sud, alors qu'elle est parlementaire,.
Plus généralement, et à l'instar de la majorité des membres du PLD, Arimura est favorable à une révision de la Constitution antimilitariste du Japon. Elle promeut également une attitude plus sévère envers la Chine, que ce soit économiquement ou dans la délivrance de titres de séjour,. 
D'un point de vue sociétal, elle se déclare activement opposée aux tentatives de changer la loi japonaise qui impose aux conjoints de porter le même nom de famille, et est également opposée à la reconnaissance du mariage entre personnes du même sexe au Japon,. Arimura est également fortement opposée à la possibilité que les femmes de la lignée impériale japonaise puissent rester dans la famille impériale après leur mariage, ainsi qu'à la possibilité qu'une femme accède au trône de chrysanthème.
Arimura œuvre également pour une meilleure inclusion des femmes dans la vie politique japonaise. Elle se bat notamment pour faciliter l'accès des femmes politiques à leur congé maternité.

## Vie privée
Arimura est mariée et mère de deux filles.